# Mischung (Textil)
Unter einer Mischung versteht man in der Textilindustrie einen Faden oder ein Flächengebilde, welches aus mehr als einem Material besteht.
Man versucht durch das Mischen verschiedener Faserarten deren positive Eigenschaften zu kombinieren.
Ein Beispiel: Baumwolle nimmt Feuchtigkeit gut auf, gibt sie aber nur schlecht wieder ab, dadurch fühlt sich die Kleidung feucht und unangenehm auf der Haut an. Polyester nimmt Feuchtigkeit weniger gut auf, gibt sie aber schnell wieder ab. Eine Baumwoll/Polyester-Mischung nimmt Feuchtigkeit gut auf und gibt sie auch wieder ab. Aus diesem und vor allem Preisgründen werden viele Sportbekleidungsartikel aus Baumwoll/Polyester-Mischungen hergestellt.
Man unterscheidet:
- Systemmischung: die einzelnen Fäden sind aus verschiedenen Materialien (bei Geweben z. B. Kette aus Baumwolle – Schuss aus Polyester)
- intime Mischung: die Fäden selbst bestehen aus verschiedenen Materialien. Unterscheiden lassen sich Zwirnmischungen (zwei verschiedene Fäden verzwirnt) oder Fasermischungen (Fasern bereits vermischt und dann erst gesponnen). Hierdurch erhält man bei identischer Materialmischung teilweise völlig andere Farbeffekte oder Produkteigenschaften.

Am häufigsten findet man Mischungsverhältnisse von: 30/70, 50/50 und 70/30.
Das Färben von Mischungen ist eine besondere Kunst, da sich die verwendeten Faserarten sehr in ihren optimalen Färbebedingungen (wie Temperatur, pH-Wert und chemische Hilfsmittel) unterscheiden können und die Farbstoffe zum Teil auf die falsche Faserart (das sog. „Anschmutzen“) oder ungleichmäßig aufziehen.